# 積臣·杜薩爾
積臣·艾文·韋那斯·杜薩爾（英語：Jason Irvin Winans Dozzell，1967年12月9日—），簡稱積臣·杜薩爾（英語：Jason Dozzell），是一名英格蘭前足球員，曾在英格蘭足球聯賽上陣超過500場賽事。杜薩爾曾效力葉士域治、熱刺、諾咸頓和高車士打。在杜薩爾效力葉士域治期間，他成為在甲級聯賽取得入球的球員中最年輕的一位，並代表英格蘭U21上陣。
杜薩爾亦曾在非聯賽球會任教，分別是兩支東部郡制足球聯賽球隊—葉士域治流浪者和里士頓。截至2008年10月，杜薩爾並沒有執教任何球會。

## 生涯

### 球員生涯
在杜薩爾效力高車士打青年聯賽（Colchester Youth League）球隊朗廷獅子時，他已被評為多產的小學生射手（prolific schoolboy score），時任葉士域治領領隊卜比·笠臣擊敗了同樣對杜薩爾有興趣的韋斯咸和諾定咸森林，成功簽入杜薩爾。其後，杜薩爾被卜比·費格遜提拔上職業隊，並在1984年2月對高雲地利的賽事中後備入替首次亮相。葉士域治最終以2-0的比分擊敗對手，杜薩爾則攻入了其中一球，以16歲又57日的年紀成為最年輕球員在甲級聯賽取得入球。1983/84球季，杜薩爾取得更多上陣機會。1984/85球季，杜薩爾上陣了20場，其中5次是後備入替，並攻入4球。1985/96球季，杜薩爾成為葉士域治的常規球員，上陣了51場及攻入5球，然而最終葉士域治卻降落乙級聯賽。1986/87球季，杜薩爾上陣了所有賽事，42場聯賽上陣、11次杯賽上陣，並攻入了一球。杜薩爾曾代表英格蘭U21上陣過9次，不過並沒有取得入球。
1988/89球季，杜薩爾上陣了37場射入13球與隊友約翰·獲克和達利安·雅堅遜一同成為球隊首席射手。隨後的兩季，杜薩爾仍然是球隊的常規球員，並且上陣了88場攻入18球。1991/92球季，杜薩爾的16球入球協助當時由約翰·里爾領軍的葉士域治贏得聯賽冠軍，並升級至新成立的的英超。隨後的一季，杜薩爾表現仍然出色，上陣了52場攻入了9球，並協助球隊保留英超席位。
1993年8月，杜薩爾以190萬英鎊身價轉投熱刺，杜薩爾多盟的首個賽季，他上陣了32場攻入8球。杜薩爾在白鹿徑球場受傷無數，這影響到他在不少賽事中的發揮。1994/95球季，杜薩爾僅上陣了7場，並且沒有取得入球。杜薩爾在效力熱刺的四個賽季裡，合共上陣了99場聯賽和杯賽賽事和攻入了14球。1997年，杜薩爾被短暫外借回葉士域治一個月，並上陣了10場，借用期完結後在同年杜薩爾加盟諾咸頓。杜薩爾加盟的首季代表球會上陣了26場並且攻入4球，協助球隊打入在溫布萊球場舉行的附加賽決賽。隨後，杜薩爾轉投高車士打，最初是以一個月合約的形式加盟，杜薩爾合共代表高車士打在三個球季內上陣了100場並且攻入11球。
2001年，杜薩爾因持續的傷病，尤其是腳趾的問題，而在退出職業足球生涯。然而，杜薩爾卻繼續在非聯賽球會踢球，他曾在由前高車士打、葉士域治隊友尼爾·葛雷哥里帶領的根衛島短暫效力過，根衛島放棄杜薩爾後，又短暫效力過格雷斯，其後他返回伊普斯威奇並展開其領隊生涯。

### 領隊生涯
2003年，杜薩爾以球員兼領隊的身份執教東部郡制足球聯賽球隊葉士域治流浪者。杜薩爾在球會轉為打防守位置，並在他加盟的首個賽季上陣了8場賽事。隨後一季，杜薩爾帶領球隊贏得聯賽冠軍並升上東部郡制超級聯賽。2005/06球季，杜薩爾帶領球隊以第7名完成賽季，但是他最終以球會關閉問題為由離開球會。
杜薩爾離開葉士域治流浪者後，轉為執教里士頓，但是卻只簽約至2008年夏天，最終杜薩爾在2007年11月離開球會。儘管杜薩爾的前葉士域治隊友傑林特·威廉斯離任高車士打領隊一職，而莊家則對杜薩爾接任開出合理的賠率，杜薩爾仍然沒有執教。

## 私生活
出生在薩福克郡伊普斯威奇的杜薩爾，曾就讀於家鄉學校陳得利高校（Chantry High School）。杜薩爾亦有支持家鄉的慈善事務，包括活躍於與愛心葉士域治一起運行的聖誕老人活動。2005年，杜薩爾代表小鎮傳奇隊對陣早晨足球，去為他兒子安德烈踢球的學院U10隊籌募金錢。2007年，杜薩爾被指控酒後駕駛，但案件押後。

## 外部連結
- （英文）足球数据库：積臣·杜薩爾的球员统计数据